# Thusy
Thusy est une commune française située dans le département de la Haute-Savoie (74), en région Auvergne-Rhône-Alpes. Elle fait partie du pays de l'Albanais et du canton de Rumilly.

## Géographie
Thusy est la commune la plus septentrionale de l'Albanais. Cette partie de la Savoie se situe dans les préalpes entre les lacs d'Annecy et du Bourget. Thusy se trouve à 12 km de Rumilly et 19 km d'Annecy. La commune est traversée par le torrent La Morge, un affluent du Fier qui à son tour se jette dans le Rhône.

## Urbanisme

### Typologie
Au 1er janvier 2024, Thusy est catégorisée commune rurale à habitat dispersé, selon la nouvelle grille communale de densité à sept niveaux définie par l'Insee en 2022.
Elle est située hors unité urbaine. Par ailleurs la commune fait partie de l'aire d'attraction d'Annecy, dont elle est une commune de la couronne,. Cette aire, qui regroupe 79 communes, est catégorisée dans les aires de 200 000 à moins de 700 000 habitants,.

### Occupation des sols
L'occupation des sols de la commune, telle qu'elle ressort de la base de données européenne d’occupation biophysique des sols Corine Land Cover (CLC), est marquée par l'importance des territoires agricoles (73,1 % en 2018), une proportion sensiblement équivalente à celle de 1990 (72,5 %). La répartition détaillée en 2018 est la suivante : 
terres arables (42,5 %), forêts (23,9 %), zones agricoles hétérogènes (23,7 %), prairies (6,9 %), zones urbanisées (3 %).
L'IGN met par ailleurs à disposition un outil en ligne permettant de comparer l’évolution dans le temps de l’occupation des sols de la commune (ou de territoires à des échelles différentes). Plusieurs époques sont accessibles sous forme de cartes ou photos aériennes : la carte de Cassini (XVIIIe siècle), la carte d'état-major (1820-1866) et la période actuelle (1950 à aujourd'hui).

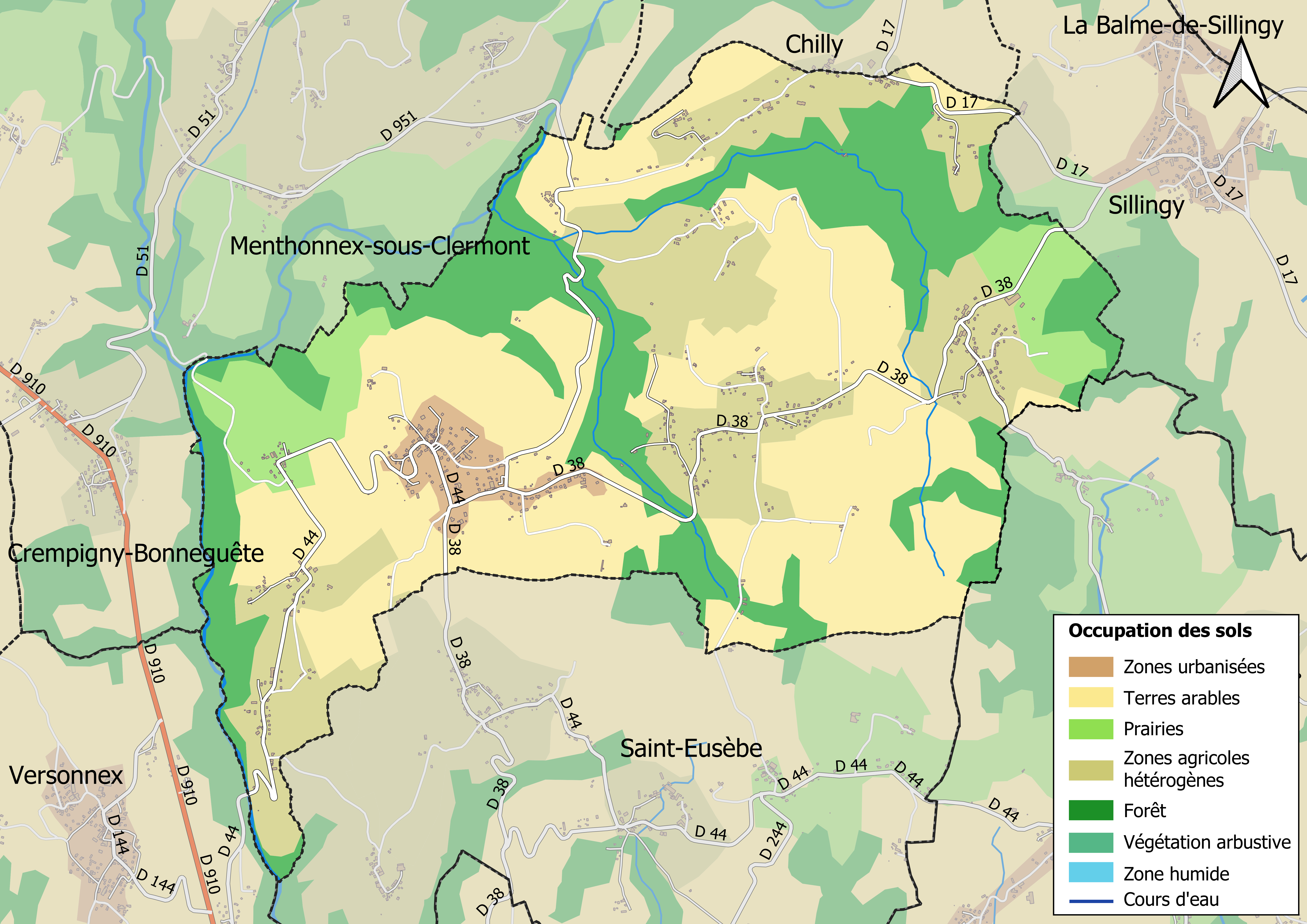
Carte des infrastructures et de l'occupation des sols en 2018 (CLC) de la commune.
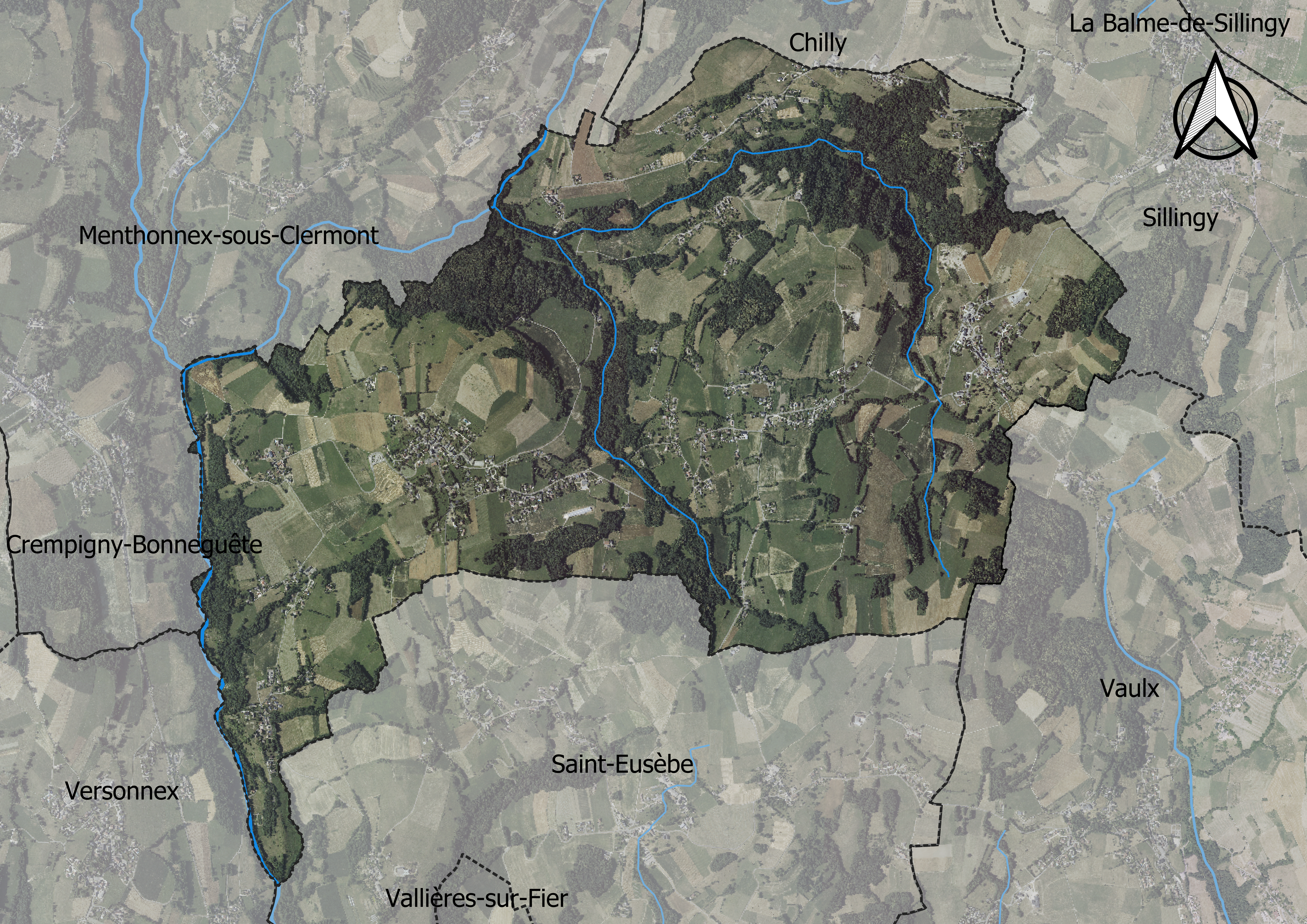
Carte orthophotogrammétrique de la commune.

## Toponymie
Les anciennes formes du nom de la commune sont curtem Tudesio, en 879, ou encore Thusier vers 1344. Ernest Nègre considère qu'il s'agit d'un nom propre romain *Tutius, Tutia + -acum.
En francoprovençal, le nom de la commune s'écrit Tozi (graphie de Conflans) ou Tôsi (ORB).

## Histoire
Un trésor monétaire romain du IIIe siècle y a été découvert au XIXe siècle.

### Période médiévale
En 879, Boson de Provence donne dans le cadre d'une importante donation, à l'abbé Geilo de l'abbaye de Tournus, le curtem de Tudesio (Thusy), y compris l'église et les serfs des deux sexes qui s'y trouvent.
La petite noblesse Thusienne disparaîtra progressivement au cours des XVIIe et XVIIIe siècles. La petite noblesse vivant du revenu de la terre, sera ruinée par les mauvaises récoltes du Petit Âge glaciaire. Leurs descendants deviendront des paysans. La noblesse de plus haute lignée est décimée sur les champs de bataille ou ruinée par ses dépenses pour continuer à paraître à la cour de Turin.

### Période contemporaine
- 1917 : arrivée de l'électricité : fournie par Énergie et Services de Seyssel[5].
- 1984 : les élèves investissent la nouvelle école à la rentrée des vacances de Pâques.
- 2007 : inauguration de la station d'épuration en octobre.
- 2008 : déménagement de la mairie dans l'ancien presbytère.

### Sallongy
Le hameau de Sallongy possédait une chapelle dédiée à saint Ours, déjà ruinée au XVIIIe siècle. Les auteurs, retranscrivant l'enquête de Mgr Rendu (1845) dans l'ouvrage Mœurs et coutumes de la Savoie du Nord au XIXe siècle, s'interrogent sur sa fonction d'origine notamment sur la possibilité d'avoir été une église paroissiale du village de Sallongy ou Challongy (Chalengy). Le curé de la paroisse de Thusy, vers 1720, rapporte « [...] Selon le rapport des anciens paroissiens qui ont vus en existence une partie de l'édifice de cette église qui avoit un chœur et une nef avec la pierre des fonts baptismaux, ce qui fait croire que l'on y fesoit les fonctions curiales ». L'ethnologue et folkloriste Arnold van Gennep cite les travaux de Charles Marteaux (1861-1956) de l'Académie florimontane, qui indiquait qu'« on [y] guérissait les chevaux en leur faisant faire le tour de la croix ».

## Politique et administration
| Période                                  | Période                    | Identité          | Étiquette | Qualité |
| ---------------------------------------- | -------------------------- | ----------------- | --------- | ------- |
| Les données manquantes sont à compléter. |                            |                   |           |         |
| ...                                      | 1959                       | Marcel Grillon    | SE        | ...     |
| 1959                                     | 1983                       | Félicien Gay      | SE        | ...     |
| 1983                                     | mars 1995                  | André Berthet     | SE        | ...     |
| mars 1995                                | mars 2001                  | André Sonjon      | SE        | ...     |
| mars 2001                                | mars 2014                  | Bernard Bonnafous | SE        | ...     |
| mars 2014                                | En cours (au juillet 2020) | Joël Mugnier      | SE        | ...     |

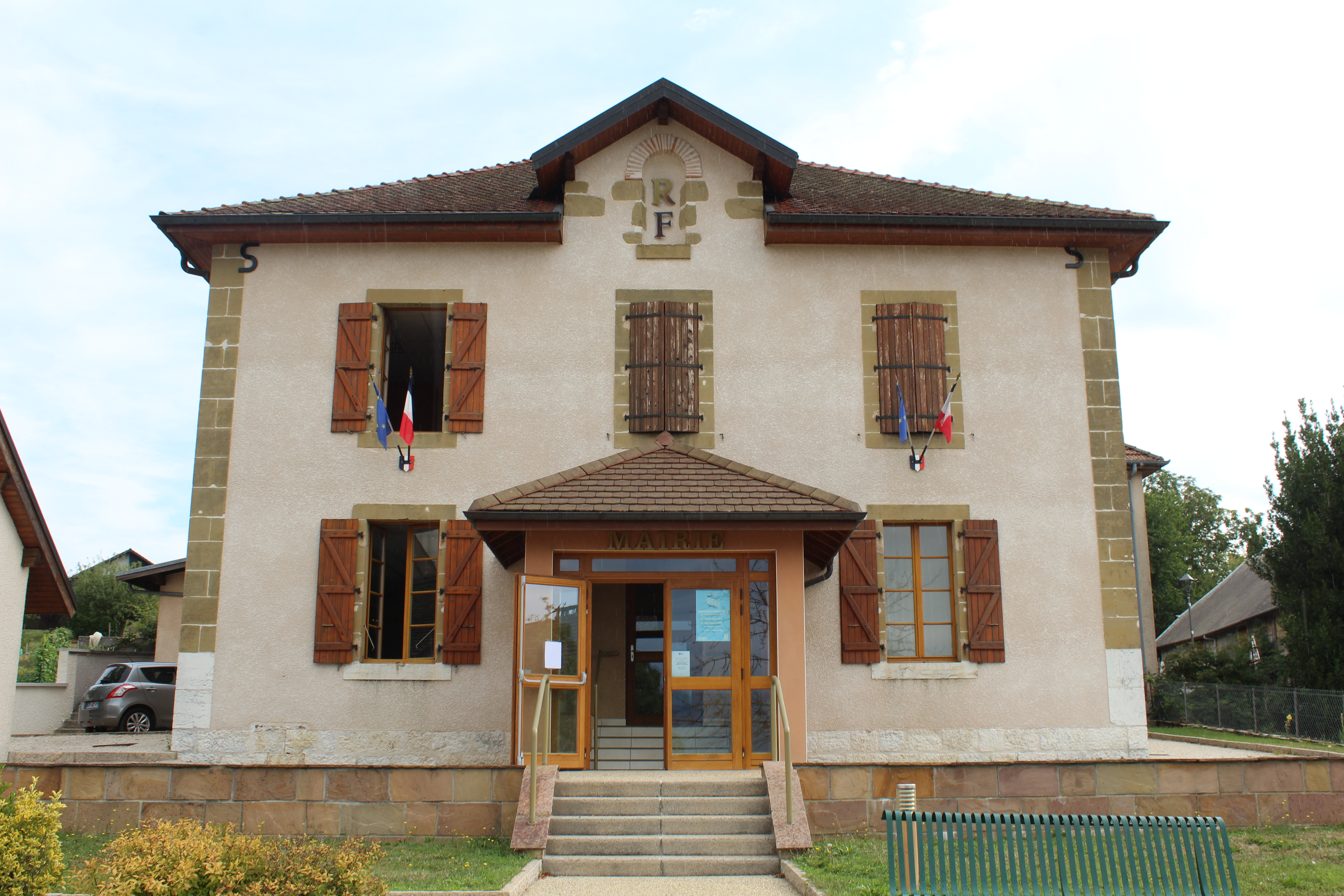
Mairie.

Elle fait partie de la communauté de communes Rumilly Terre de Savoie.

## Population et société
Ses habitants sont appelés les Thusyliens. Le site de mutualisation des archives départementales de Savoie donne quant à lui le gentilé Thusien(ne)s.

### Démographie
L'évolution du nombre d'habitants est connue à travers les recensements de la population effectués dans la commune depuis 1793. Pour les communes de moins de 10 000 habitants, une enquête de recensement portant sur toute la population est réalisée tous les cinq ans, les populations de référence des années intermédiaires étant quant à elles estimées par interpolation ou extrapolation. Pour la commune, le premier recensement exhaustif entrant dans le cadre du nouveau dispositif a été réalisé en 2004.

En 2022, la commune comptait 1 166 habitants, en évolution de +7,37 % par rapport à 2016 (Haute-Savoie : +6,01 %, France hors Mayotte : +2,11 %).
| 1793 | 1800 | 1806 | 1822 | 1838  | 1848  | 1858  | 1861  | 1866  |
| ---- | ---- | ---- | ---- | ----- | ----- | ----- | ----- | ----- |
| 635  | 637  | 682  | 849  | 1 075 | 1 240 | 1 083 | 1 080 | 1 107 |

| 1872  | 1876  | 1881  | 1886  | 1891 | 1896 | 1901 | 1906 | 1911 |
| ----- | ----- | ----- | ----- | ---- | ---- | ---- | ---- | ---- |
| 1 090 | 1 161 | 1 066 | 1 020 | 961  | 979  | 867  | 867  | 827  |

| 1921 | 1926 | 1931 | 1936 | 1946 | 1954 | 1962 | 1968 | 1975 |
| ---- | ---- | ---- | ---- | ---- | ---- | ---- | ---- | ---- |
| 716  | 634  | 595  | 605  | 556  | 571  | 518  | 443  | 451  |

| 1982 | 1990 | 1999 | 2004 | 2006 | 2009 | 2014  | 2019  | 2022  |
| ---- | ---- | ---- | ---- | ---- | ---- | ----- | ----- | ----- |
| 619  | 842  | 844  | 855  | 842  | 894  | 1 041 | 1 131 | 1 166 |

### Manifestations culturelles et festivités
- Concours de pétanque en alternance avec les communes limitrophes de Vaulx et Saint-Eusèbe.
- Course pédestre annuelle la Ronde des Devins[13].

### Enseignement
La commune des Thusy est située dans l'académie de Grenoble. En 2016, elle administre une école primaire qui accueille 100 élèves.

### Médias
La commune édite deux publications municipales ACThUsy (information municipal de Thusy) et Le Tilleul (bulletin municipal de Thusy). Il est également possible de les consulter sur le site de la commune.

#### Radios et télévisions
La commune est couverte par des antennes régionales de radios dont France Bleu Pays de Savoie, ODS radio, Radio Semnoz ou Radio FMR, radio implantée à Rumilly… Enfin, la chaîne de télévision locale TV8 Mont-Blanc diffuse des émissions sur les pays de Savoie. Régulièrement l'émission La Place du village expose la vie locale de l'Albanais. France 3 et sa station régionale France 3 Alpes, peuvent parfois relater les faits de vie de la commune.

#### Presse et magazines
La presse écrite régionale est représentée par des titres comme Le Dauphiné libéré (édition « Annecy & Rumilly »), L'Essor savoyard, Le Messager - édition Genevois, le Courrier savoyard.
La presse locale est constituée par L'Hebdo des Savoie, un hebdomadaire publié à Rumilly par l'imprimerie Ducret. Créé en 1999, il prend la suite de L'Agriculteur savoyard lui-même continuateur depuis 1944 du Journal du commerce, né en 1871. L'Hebdo des Savoie couvre l'Albanais (cantons de Rumilly, Alby-sur-Chéran et Albens) ainsi que la région d'Aix-les-Bains.

## Économie
- Agriculture : essentiellement production de lait transformé en Emmental par la Fruitière Chabert à Vallières, mais aussi un élevage bio de 9 000 poules.
- Des artisans en plomberie, électricité, menuiserie, charpente, horlogerie, paysage...
- Tourisme : Deux auberges : Le Domaine des Closets  et la Ferme du Champ Pelaz.
- Service de gardiennage de caravanes liée à l'activité de camping aux bords du lac d'Annecy et de ses environs.

|                                                 | 2004 | 1999 |
| ----------------------------------------------- | ---- | ---- |
| Population                                      | 855  | 840  |
| Actifs                                          | 456  | 418  |
| Actifs occupés (%)                              | 51,0 | 47,4 |
| Chômeurs (%)                                    | 2,3  | 2,4  |
| Inactifs                                        | 399  | 422  |
| Retraités ou préretraités (%)                   | 15,6 | 13,7 |
| Élèves, étudiants, stagiaires non rémunérés (%) | 7,6  | 10,6 |
| Autres inactifs (%)                             | 23,5 | 26,0 |

## Culture et patrimoine

### Lieux et monuments
La commune de Thusy possède plusieurs monuments :
- L'église Saint-Jean-Baptiste reconstruite en 1825, à nef unique de style sarde : clocher-porche de l'église 1663. Chemin de Croix du sculpteur Constant Demaison sur ciment frais. Croix à Sallongy, à l'emplacement d'une chapelle détruite en 1720.
- Le tilleul centenaire ou Vieux tilleul, situé à côté de l'église, arbre creux, quatre fois centenaire. Il est devenu l'emblème de Thusy.
- Les maisons fortes de : la Biolle (XVIe siècle) ; de Charrière Haut (XVIIIe siècle), toiture à pignons en gradins ; Charrière Bas (XIIIe siècle) avec son toit à quatre pans irréguliers ; du Bouchet (XVIe – XVIIIe siècle), avec beaux plafonds ; de Planchamp (XIVe siècle).
- La maison du Châtelard (XIXe siècle), avec sa loggia à balustre en bois.
- Les Moulins (XVIIIe siècle), dont le moulin de Foraz.
- Le monument aux morts des deux guerres mondiales (1914-1918) et (1944-1945), situé derrière l'église.

### Héraldique
| Armes de Thusy | Les armes de Thusy se blasonnent ainsi : De gueules à la croix d'argent cantonnée de quatre équerres d'or mouvant de l'abime.[réf. nécessaire] |

### Personnalités liées à la commune
La rénovation de la salle d'animation rurale « la Renaissance » a bénéficié d'un don d'Annie Cordy à l'époque de la sortie de sa chanson La Bonne du Curé. Le curé de la paroisse à l'époque avait écrit à la chanteuse et reçu un chèque en retour.